# ديمتري مالكوف
ديمتري يوريفيتش مالكوف (بالروسية:Дмитрий Юрьевич Маликов: مواليد 29 يناير 1970) ممثل وملحن ومغني ومنتج موسيقى رقمي روسي. فنان الشعب في الاتحاد الروسي (2010). مُنح وسام الصداقة (2015). شارك في مهرجان “أغنية العام”. الحائز على جائزة الحاكي الذهبي، وجوائز توب هيت الموسيقية، وجوائز الموسيقى العالمية، وجوائز الموسيقى الروسية.

## روابط خارجية
- ديمتري مالكوف على موقع IMDb (الإنجليزية)
- ديمتري مالكوف على موقع ميوزك برينز (الإنجليزية)
- ديمتري مالكوف على موقع أول ميوزيك (الإنجليزية)
- ديمتري مالكوف على موقع ديسكوغز (الإنجليزية)
- ديمتري مالكوف على موقع قاعدة بيانات الفيلم (الإنجليزية)
- ديمتري مالكوف على موقع كينوبويسك (الروسية)

- Official Dmitry Malikov website
- Dmitry Malikov at Peoples.ru